# Wormaldia juliani
Wormaldia juliani là một loài Trichoptera trong họ Philopotamidae. Chúng phân bố ở miền Cổ bắc.